# Demokratická aliance pro rozmanitost a probuzení
Demokratická aliance pro rozmanitost a probuzení (Demokratische Allianz für Vielfalt und Aufbruch, odtud zkratka DAVA) je německá politická strana založená v lednu 2024 před volbami do Evropského parlamentu v létě 2024.
Strana se profiluje jako strana německé islámské menšiny. Je označována za stranu blízkou Straně spravedlnosti a rozvoje vládnoucí v Turecku, případně je dokonce nálepkována slovy Erdoğanova strana.
Zkratka jména strany dava je zároveň tureckým víceznačným slovem používaným Erdoğanem pro označení ideologicky správné orientace (tj. zhruba „správná cesta“, „naše věc“). Zároveň připomíná arabské slovo da'wa, které je označením pro zvaní lidí k islámu.